# Dorsum Buckland

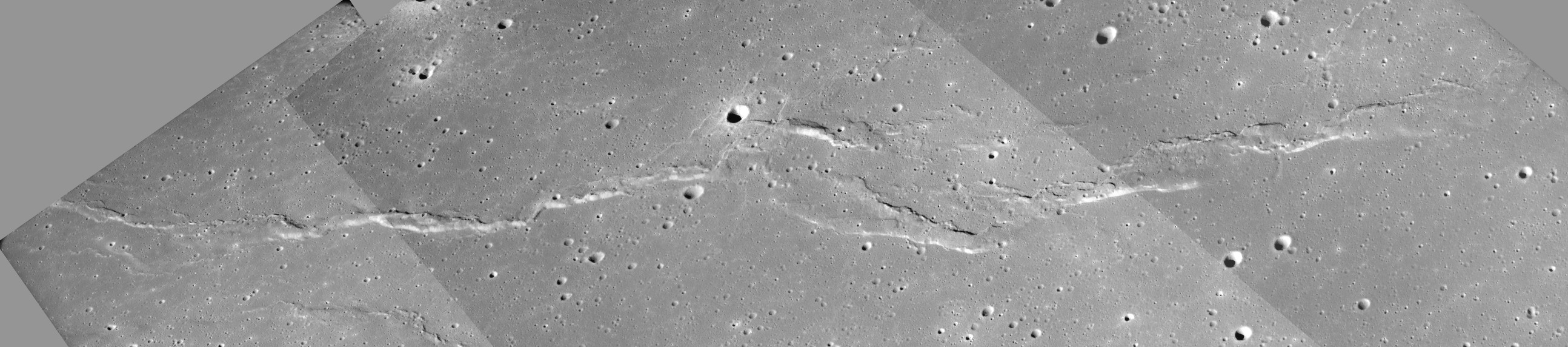
Mosaico de imagens da câmera panorâmica da Apollo15 mostrando parte sul de Dorsum Buckland.

Dorsum Buckland são grandes cumes enrugados localizado em 20.4°N 12.8°E
em Mare Serenitatis na Lua com 360 km de comprimento.
Ele foi nomeado assim em homenagem ao geólogo e paleotologista britânico
William Buckland (1784-1856). 
As cristas de Dorum Buckland têm 200 a 300 metros de altura e foram formadas por tensões compressivas próximas ao centro da bacia, possivelmente sobre estruturas de bacias basálticas enterradas.